# 全勋英
全勋英（： Jeon Hun-young，1994年5月29日—），韩国女子射箭运动员，2009年世界青少年射箭锦标赛女子团体反曲弓金牌得主和女子个人反曲弓铜牌得主、2024年夏季奥林匹克运动会女子团体金牌得主。